# Petitefontaine
Petitefontaine é uma comuna francesa na região administrativa de Borgonha-Franco-Condado, no departamento do Território de Belfort. Estende-se por uma área de 3,13 km². Em 2010 a comuna tinha 194 habitantes (densidade: 62 hab./km²).